# Ketunkallio (kulle)
Ketunkallio är en kulle i Finland. Den ligger i Nurmijärvi i landskapet Nyland, i den södra delen av landet, 28 km norr om huvudstaden Helsingfors. Toppen på Ketunkallio är 65 meter över havet. Ketunkallio ligger vid sjön Valkjärvi.
Terrängen runt Ketunkallio är platt. Runt Ketunkallio är det tätbefolkat, med 442 invånare per kvadratkilometer. Närmaste större samhälle är Nurmijärvi, 7,3 km nordost om Ketunkallio. I omgivningarna runt Ketunkallio växer i huvudsak barrskog.